# Stabkirche Hemse

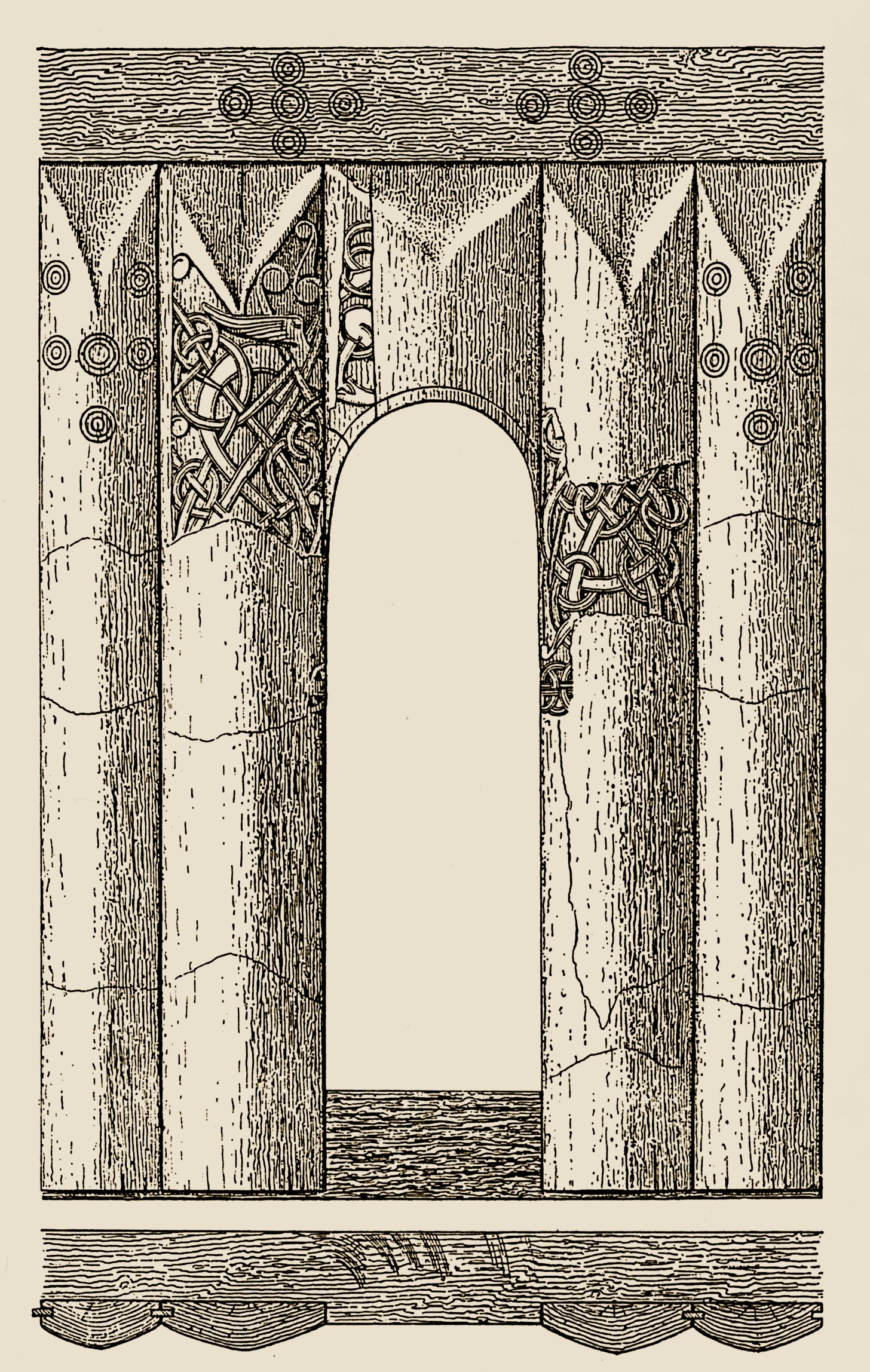
Zeichnungen des Portals

Die Stabkirche Hemse ist eine wiedergefundene Kirche aus Hemse auf Gotland, die in der Palisadenbauweise gebaut wurde und deshalb als Stabkirche bezeichnet wird. Bevor die heutige Kirche von Hemse gebaut wurde, stand am selben Ort eine Stabkirche, die im 11. Jahrhundert oder eventuell anfangs 12. Jahrhundert, jedenfalls in der Frühphase der christlichen Zeit Gotlands, errichtet worden war. Die kräftigen und reich ausgeschmückten Eichenplanken wurden als Fußboden in der Steinkirche verwendet und 1896 wiederentdeckt. Die Teile lagern heute (Stand 2007) in einem Lagerraum des Stockholmer historischen Museums, und nur ein Teil der Kirche wurde aufgebaut. Man nimmt an, dass die Teile von einer Kirche stammen, die am Ort der heutigen Steinkirche stand und abgerissen wurde, weil sie für die Gemeinde zu klein geworden war. Die Stabkirche von Hemse ist die einzige einigermaßen komplett erhaltene frühmittelalterliche Stabkirche, die in Schweden gefunden wurde. Die Stabkirche von Hedared außerhalb von Borås in Västergötland ist die einzige intakte spätmittelalterliche Stabkirche in Schweden und wird auf ungefähr 1500 datiert. Heute steht
am gleichen Ort eine Steinkirche (Kirche von Hemse), deren Grundstein am Anfang des 13. Jahrhunderts gelegt wurde.

## Der Fund
Die heutige Kirche von Hemse wurde 1896 nach Plänen des Architekten Erik Lallerstedt und des Baumeisters Nils Pettersson restauriert. Eine der ersten Maßnahmen war der Austausch des Fußbodens im Langhaus. Während dieser Arbeit wurde entdeckt, dass die Unterseiten der breiten Eichenplanken abgerundet waren. Die Baumeister meldeten diese Entdeckung dem Riksantikvarieämbetet. Das Amt beauftragte in Folge Emil Ekhoff, den Fund zu untersuchen. In seinem Werk Svenska stavkyrkor schrieb Ekhoff:
Samma dag jag erhöll meddelandet, nedreste jag till Gotland och befann mig följande förmiddag vid Hemse kyrka. En del av virket låg ännu på sin plats i golvet, det övriga var utfört på kyrkogården. – Någon tvivel om, att detsamma ursprungligen utgjort en byggnad, kunde, som sagt, ej finnas och all sannolikhet talade för, att denna varit efter stavkonstruktionens principer, att den varit en kyrka – således en stavkyrka – säkerligen föregångaren till den nuvarande stenkyrkan och utan tvivel det första kristna templet på platsen, allt antaganden vilka ett närmare studium av förhållandena skulle komma att besanna.
Fyndet var således av allra största intresse och genom prisvärt tillmötesgående från Hemse församlings sida blev Vitterhets Akademien i tillfälle att inköpa allt det gamla virket, som avgick redan den 11 påföljande september till Statens Historiska Museum. (schwedisch von khoff Svenska stavkyrkor)
(Übersetzung des Zitats:
Am selben Tag, als ich die Mitteilung erhielt, eilte ich nach Gotland und befand mich schon am folgenden Vormittag in der Kirche von Hemse. Ein Teil der Planken lag noch an seinem Platz im Fußboden, die übrigen waren im Kirchhof aufgeschichtet. Ein Zweifel darüber, ob dieselben ursprünglich ein Gebäude ausgemacht haben, konnte, wie gesagt, nicht gefunden werden und die Wahrscheinlichkeit sprach dafür, dass dies nach den Konstruktionsprinzipien eines Stabbaus eine Kirche war, eben eine Stabkirche, sicherlich der Vorgänger der heutigen Steinkirche und ohne Zweifel das erste Gotteshaus am Ort – alles Annahmen, die ein näheres Studium der Sachverhalte bestätigen sollte.
Der Fund war also von allergrößtem Interesse und nach einigen einfachen Verhandlungen mit der Kirchengemeinde Hemse war die Viterhets Akademie in der Lage, all die alten Planken zu kaufen, die am folgenden 11. September zum staatlichen historischen Museum transportiert wurden.)
Die erhaltenen Planken wurden genau untersucht, um das Aussehen der ursprünglichen Kirche rekonstruieren zu können. Das Ergebnis wurde von Ekhoff in dem Buch Svenska stavkyrkor (schwedische Stabkirchen) 1914–1916 publiziert.
Die Stabkirche wurde zuerst im Nationalmuseum auf Blasieholm wie ein Puzzle rekonstruiert, aber sie wurde zu groß. Nur die Westfassade mit dem Portal konnte ausgestellt werden. 

## Material
Der Fund bestand hauptsächlich aus Bauteilen aus Eiche:
- Sechs grobe Balken (Schwellen) mit unterschiedlicher Länge und fast quadratischem Querschnitt.
- Zwei Balken (Wandoberkanten) mit etwas kleineren Dimensionen und rechteckigem Querschnitt.
- 38 ungefähr drei Meter lange Planken (Wandplanken) mit flach-konvexem Querschnitt (eine Seite flach, eine konvex).
- Sechs kürzere Planken mit der gleichen Form wie die 38 längeren Planken.
- Eine lange, breite Planke mit einer flachen Seite, die andere Seite schwach konvex.
- Zwei konvexe Planken des Portals, die mit Ornamenten reich geschmückt sind und ein Stück einer dritten ähnlichen Planke.
- Ein dünnes Brett (Holzverbindung).
- Eine ebene Planke mit einer Nut auf einer Seite.
- Ein durchgescheuertes Ornament.
- Ein Säulenkapitell (eventuell Mittelsäule) aus Waldkiefernholz.
- Eine Planke mit eingeschliffenen Kreisen (Waldkiefernholz).

An den Enden auf der Oberseite der Balken befindet sich eine 5–6 cm tiefe Nut sowie Spuren einer Holzverbindung, die für das Zusammenfügen mit den gegenüberliegenden Balken gebraucht wurde. Die Balken sind geteert, was darauf hindeutet, dass sie innerhalb der Palisadenplanken gelegen haben.
Es gibt nur zwei Hölzer, die die Oberseite einer Wand gebildet haben. Sie sind 9 m lang und 35 × 17 cm im Querschnitt. Entlang der Oberseite sind Aussparungen für neun Dachbalken vorhanden, wovon die äußeren etwas größer als die inneren sind. Auf der Unterseite befindet sich eine längsgehende Nut für die Wandplanken. Auf der Außenseite befindet sich eine Ornamentik in Gestalt von fünf Kreisen, die in Kreuzform angeordnet sind. Es wurden auch Spuren von Teer an der Außenseite gefunden.
Eines der Kiefernholzstücke hat dieselben Kreismuster wie das Kapitell. Entlang der einen Kante liegt eine Falz, die an beiden Enden mit einem breiten Einbuchtung  abgeschlossen ist. An dieser Planke finden sich wie am Kapitell keine Spuren von Teer.
Die Wandplanken haben durch die Verwendung im Fußboden der Steinkirche große Schäden erlitten. Keine einzige ist unversehrt geblieben. Teilweise sind sie verkürzt und teilweise abgeflacht worden, um sie als Bodendielen wiederzuverwenden. Die Planken sind breit und dick und haben jeweils eine gerade und eine runde Seite. Ganz zuoberst besitzen die Planken eine wenige Zentimeter tiefe Aussparung über die ganze Breite. Die Planken sind nach außen gewölbt und laufen zum Stab hin spitz zu. Entlang der Längsseiten haben die Planken eine 4–5 cm tiefe und 3–4 cm breite Nut, die für eine lose Holzverbindung vorgesehen ist, die die Planken dicht zusammenhält. Damit die Planken als Bodendielen wiederverwendet werden konnten, wurden die Nuten bei einigen Planken entfernt.
Alle Wandplanken haben Ornamente auf der Außenseite in Form von Kreisen in Sechsergruppen. Dieselben Ornamente sind auch auf den Balken aufzufinden, die die Oberseiten der Wände bildeten und auf den Planken im Turm der Kirche von Alskog. Von diesen Planken wird auch angenommen, dass sie einmal Wandplanken einer früheren Stabkirchenkonstruktion waren. Diese Kreisornamentik findet sich auch auf mittelalterlichen Möbeln aus dieser Zeit.
Auf den meisten Planken finden sich Spuren von Teer. Ekhoff vermutet, dass die Menge Teer auf den einzelnen Planken Auskunft darüber geben kann, wo sich im Gebäude die Planke befand und ob sie auf der Nordseite oder auf der Südseite gelegen hat. Auf der Nordseite hat der Teer fast die Ornamente überdeckt, während sie auf der Südseite ganz verschwunden sind. Ekhoff vermutet, dass diese und ähnliche Verschleißschäden darauf hindeuten, dass die Stabkirche schon eine längere Zeit überstanden haben muss.

### Das Portal
Das Portal ist stark beschädigt, weil es als Bodenplanke verwendet worden war. Was gerettet werden konnte, sind zwei mit Ornamenten geschmückte Seitenplanken und ein kleines Stück des Sturzes. Die Motive stehen möglicherweise in einem Zusammenhang mit den Tiermotiven, die auf Runensteinen gefunden werden. Einige Motive haben auch auffällige Ähnlichkeiten mit den Portalen anderer Stabkirchen, wie zum Beispiel der Stabkirche Torpo. Die Planken im Portal sind, wie die Wandplanken innerhalb des Gebäudes, mit Nuten längs zur Seite und mit losen Holzverbindungen versehen. Auf der größten, linken Portalplanke findet sich noch die Spuren eines Scharniers.
Als die Kirche rekonstruiert wurde, schien das Portal fehlkonstruiert zu sein. Die Ornamente auf der linken Seite der Türöffnung sollten sich in einem wesentlich mehr zusammengedrückten Bogen fortsetzen und nicht vollständig wie in einem klassischen Rundbogen sein.
Man fand auch ein übrig gebliebenes Holzstück, das keine erkennbare Funktion hatte. Man nimmt deshalb an, dass es zum Kirchenschmuck gehört und im Dach der Kirche positioniert war. Es gibt dafür allerdings keine Belege.

### Grundriss
Die Schwellen sind in ihrer vollen Länge erhalten, was es ermöglicht, die Länge und Breite des Gebäudes zu rekonstruieren. Der Balken, der zwischen Kirchenschiff und Chor liegen sollte, fehlt jedoch. Außerdem fehlt die Hälfte der südlichen Wand des Chors. Der Innenraum der Kirche misst 11,1 m, das Schiff ist 7,7 m lang und 4,6 m breit. Der Chor ist 3,4 m lang und 3,1 m breit.
Die Balken sind nicht miteinander verhakt wie in einem Blockhaus, sondern zur Hälfte abgetragen und mit Holzdübeln verbunden.
Die Schwellen weisen nicht nur die Maße des Gebäudes aus, sondern auch, wo der Eingang lag. Eine Öffnung, die 85 cm misst, hat keinen Nut in der Schwelle und man hat angenommen, dass dort das Portal gewesen ist. Es gibt keine anderen Spuren einer Tür.  Man hat auch keine Spuren eines Eingangs zum Chor gefunden, aber da ein Teil der Südwand fehlt, kann eventuell genau im fehlenden Teil ein weiterer Eingang gewesen sein.

### Wände
Die Wände können aus dem erhaltenen Material mit Ausnahme der Zusammenfügung an den Ecken fast vollständig rekonstruiert werden. Alle Planken hatten auf beiden Seiten einen Nut und eine dünnere lose Holzverbindung hat sie zusammengefügt. Reste dieser Holzverbindung waren in einem Teil der Planken noch vorhanden und es sind sogar einzelne Verbindungsstücke gefunden worden.
Ein wichtiges Detail ist, dass die Schwellen mit einem Nut versehen waren. Es wird angenommen, dass die Planken eine entgegengesetzte Holzverbindung aufwiesen, die in den Nuten stand.  Eine solche hängende Konstruktion ist ausreichend, wenn das Material ein passendes Gegenstück hat.  Man hat aber keine Spur einer Befestigung der Planken gefunden. Die Konstruktion schützte die Schwelle gegen Wind und Wetter, und nur die Wandplanken mussten geteert werden.
Die Eckenkonstruktion ist relativ wenig bekannt. Das einzige, was offensichtlich ist, ist, dass Pfähle von derselben Art wie in norwegischen Stabkirchen nicht zur Anwendung kamen. Ekhoff erwog mehrere Alternativen, aber er legte mit der Greensted Church in Essex (England) als Vorbild eine Lösungsmöglichkeit vor. Dort sind die Eckpfähle kräftige Pfähle, die im Winkel abgeschlagen sind, so dass die Spitzen nach innen zeigen und sie nach außen gerundet sind. Die Eckpfähle ruhen auf dieselbe Art wie die anderen Planken in der Nut der Schwelle. Ob sie auch nach oben angespitzt waren, konnte er aber nicht sagen.
Die Wandplanken reichten im Giebel nicht bis zum Dachfirst, sondern schlossen mit einem Balken als Oberkante der Wand ab. Man hat kein Material von den Giebeln gefunden, das beweisen könnte, wie diese ausgesehen haben. Man kann aber doch annehmen, dass die Verwandtschaft mit den norwegischen Stabkirchen auch Ähnlichkeiten in der Konstruktion nach sich zieht. Möglicherweise kann der Giebel mit dünnerem Material verkleidet gewesen sein.

### Verbindung des Chors mit dem Langhaus (Schiff)
In vielen norwegischen Stabkirchen wurden Stäbe als Übergang zwischen Chor und Langhaus benutzt.  Diese stehen im Osten des Langhauses, in der südwestlichen und nordwestlichen Ecke des Chors. In Hemse wurde diese Technik nicht verwendet, sondern ein spezielles Holzbauteil (norwegisch tile)  mit einer zusätzlichen Nut. Eine von diesen ist erhalten und zeigt deutlich, wie die Zusammenfügung gemacht worden war. Dieses Bauteil (tile) hatte auf der runden Außenseite eine zusätzliche Nut, die genau zu den anderen Wandteilen passt und über die ganze Länge läuft. Es ist klar, dass dies die Konstruktion für den Chor war, weil es keine anderen hervorstehenden Element wie eine Apsis, eine Sakristei oder ein Waffenlagerhaus gegeben hat. Ekhoff meint über den erhaltenen Bauteil (tile), dass dieser die südwestliche Ecke des Chors gestützt habe.
Man nimmt an, dass die Außenecken des Chors dieselbe Konstruktion wie das Schiff des Langhauses hatten.
Die Originallänge des Wandteilers (norwegisch veggtile)  und damit die Höhe des Schiffs hat Ekhoff mit 4,20 m berechnet, mit einer Stablänge von 4,45 m. Die Chorwände sind auf 3,60 m berechnet, 85 cm weniger als die Höhe des Schiffs. Dies kann mit der Höhendifferenz bei der Stabkirche in Hedared zusammenhängen, wo es 90 cm sind.
Obwohl das Material reichhaltig ist, bleiben doch viele offene Fragen.   Gab es Öffnungen, um Licht hereinzulassen?  Wie war das Dach konstruiert?  Ekhoff hält wegen Ähnlichkeiten  mit den norwegischen Stabkirchen hoch oben platzierte runde Öffnungen für am wahrscheinlichsten, wenn es überhaupt Öffnungen gab. Er meint, dass Fenster mit Glas zu der Zeit in Nordeuropa wenig wahrscheinlich waren und dass das Licht im Raum von Kerzen kam. In dem erhaltenen Material finden sich keine Spuren irgendwelcher Fenster.

### Dach
Ekhoffs Rekonstruktion des Dachstuhls ist vom selben mittelalterlichen Typ wie in Garde. Das Originaldach ist nicht erhalten und deshalb ist die Unsicherheit über die Konstruktion groß und nur sehr wenig Information kann aus dem Material gelesen werden.  Die liegenden Stäbe  aus der Nord- und Südwand haben Aussparungen für sieben Dachbalken. Diese haben auch zusätzliche Abdrücke, die darauf hindeuten, dass die Balken äußere Köpfe hatten, die dazu gedient haben könnten, die Wände am Ort zuhalten.
Die norwegischen Stabkirchen haben Dachstühle, die reich dekoriert sind, aber keine ist so alt wie die von Hemse. Das macht es schwierig, direkte Zusammenhänge zu finden.  Stattdessen scheint es richtig, wie Ekhoff einen mittelalterlichen Dachstuhl aus Garde zu verwenden. Er hat in seiner Rekonstruktion des Außendachs angenommen, dass es längsgehende Planken gibt, was er daraus geschlossen hat  dass es diese auch in einigen der ältesten Stabkirchen Norwegens gibt. In Garde gibt es viele von diesen Unterdächern  unter einer Decke von Teer. Ekhoff meint, dass dieselbe Methode in Hemse gebraucht worden sein könnte.
Es finden sich gegenüberliegende  Würfelkapitelle  aus Waldkiefernholz, die mit einem kurzen Stab ausgeführt sind.  Auf den beiden unbeschädigten Seiten des Kapitells befinden sich Kreisornamente derselben Art wie auf dem Wandteiler (veggtile).  Der Kern des Stabs ist mit einem 4,5 cm großen Loch durchbohrt. Von den Dimensionen wirkt das so, als wäre der Stab gleich hoch wie die Wände des Langhauses. Ekhoff nahm an, dass dies mit dazu beigetragen hat, den Dachstuhl zu tragen, aber dieser ist erst später errichtet worden. Die Dachbalken wirken jedoch etwas unterdimensioniert und bedurften vielleicht noch einer zusätzlichen Unterstützung.
Es kann gleichwohl sein, dass der Dachstuhl zusammen mit dem Gebäude errichtet worden ist. In manchen norwegischen Stabkirchen wird der Dachstuhl von Streifen  mit entsprechenden Kapitellen getragen. Solche freistehenden Streifen finden sich zuerst in Stabkirchen mit einem erhöhten offenen Zentralraum, aber in einzelnen Kirchen findet man eine Ausnahme. Dies sind die Kirchen des Zentralmasttyps, wie zum Beispiel die Stabkirche von Stabkirche Uvdal, die einen Zentralmast hat, der einen Dachreiter trägt. In diesem Fall ist der Dachreiter ein echter Turm. Vielleicht kann das gegenüberliegende  Kapitell Hinweise geben, dass die Stabkirche von Hemse einen ähnlichen kleinen Turm gehabt hat.